# Hypervolemi
Hypervolemi är en medicinsk term för alltför mycket blodvolym i kroppen, motsatsen till hypovolemi. Det uppstår vanligen till följd av blodtransfusioner, hjärtsvikt, njurskador, förhöjda nivåer antidiuretiskt hormon, samt hypernatremi. hyponatremi, och andra störningar i vätske- och elektrolytbalansen.
Hypervolemi kan uppkomma akut eller kroniskt. Vid akut hypervolemi kan personen drabbas av lungödem och svårigheter att andas, medan kronisk hypervolemi sammanfaller med symtomen vid hjärtsvikt, som det framkallar.